# Corson Ceulemans
Corson Ceulemans (né le 5 mai 2003 à Regina en Saskatchewan au Canada) est un joueur canadien de hockey sur glace. Il évolue au poste de défenseur.

## Statistiques

### En club
| Saison    | Équipe               | Ligue |    | Saison régulière | Saison régulière | Saison régulière | Saison régulière | Saison régulière |   | Séries éliminatoires | Séries éliminatoires | Séries éliminatoires | Séries éliminatoires | Séries éliminatoires |
| Saison    | Équipe               | Ligue | PJ | B                | A                | Pts              | Pun              | PJ               | B | A                    | Pts                  | Pun                  |                      |                      |
| 2018-2019 | Bandits de Brooks    | AJHL  | 5  | 0                | 0                | 0                | 8                | -                | - | -                    | -                    | -                    |                      |                      |
| 2019-2020 | Bandits de Brooks    | AJHL  | 44 | 5                | 30               | 35               | 80               | -                | - | -                    | -                    | -                    |                      |                      |
| 2020-2021 | Bandits de Brooks    | AJHL  | 6  | 3                | 4                | 7                | 8                | -                | - | -                    | -                    | -                    |                      |                      |
| 2021-2022 | Badgers du Wisconsin | NCAA  | 34 | 7                | 15               | 22               | 33               | -                | - | -                    | -                    | -                    |                      |                      |

### En équipe nationale
| Année | Équipe           | Compétition              |   | PJ | B | A | Pts | Pun           |  | Résultat |
| 2020  | Canada Black U17 | Défi mondial U17         | 4 | 0  | 4 | 4 | 2   | 5e place      |  |          |
| 2021  | Canada U18       | Championnat du monde U18 | 6 | 1  | 7 | 8 | 6   | Médaille d'or |  |          |